# Calycomyza verbenae
Calycomyza verbenae este o specie de muște din genul Calycomyza, familia Agromyzidae, descrisă de Erich Martin Hering în anul 1951. Conform Catalogue of Life specia Calycomyza verbenae nu are subspecii cunoscute.